# HMS Thunderer (1783)
Pour les autres navires du même nom, voir HMS Thunderer.
Le HMS Thunderer est un navire de ligne de classe Culloden avec 74 canons (3e rang) en service dans la Royal Navy.
Il a combattu notamment lors de la bataille du 13 prairial an II, à la bataille de Jean-Rabel, à la bataille du cap Finisterre et à la bataille de Trafalgar.